# Adam Zadražil
Adam Zadražil (* 6. srpna 2000 Mladá Boleslav) je český profesionální fotbalový brankář, který chytá za český klub FC Hradec Králové a za český národní tým. Je také bývalým českým mládežnickým reprezentantem.

## Klubová kariéra

### Táborsko
Zadražil je odchovancem jihočeského Chýnova, v roce 2014 pak zamířil do akademie Táborska. V druholigovém týmu debutoval v sezóně 2017/18 a v roce 2022 se stal brankářskou jedničkou.

#### Viktoria Plzeň (hostování)
V lednu 2023 odešel brankář Zadražil na půlroční hostování s opcí do plzeňské Viktorie. V nejvyšší tuzemské soutěži však příležitost nedostal. Osmkrát nastoupil za rezervu Viktorie, dvakrát se mu podařilo uhájit čisté konto.

### Hradec Králové
V létě 2023 se vrátil z hostování zpátky do Táborska, ale dne 30. června 2023 přestoupil natrvalo do nejvyšší soutěže, když podepsal tříletou smlouvu s Hradcem Králové. V klubu zastával roli brankářské dvojky za slovenským gólmanem Pavolem Bajzou. Ten však během zimní přestávky odešel na hostování do druholigové Viktorie Žižkov a Zadražil se v únoru 2024 stal brankářskou jedničkou. Do konce sezóny už Zadražil do branky jiného gólmana nepustil, odchytal dohromady 18 utkání a udržel 9 čistých kont.
O své místo v brance Hradce nepřišel ani v sezóně 2024/25 a svými výkony si řekl o svou premiérovou pozvánku do české reprezentace.

## Reprezentační kariéra
Zadražil odchytal v roce 2018 dvě utkání v dresu české reprezentace do 18 let v rámci Slovakia Cupu.
V srpnu 2024 byl Zadražil trenérem Ivanem Haškem poprvé povolán do české reprezentace.